# Liga Mundial de Voleibol de 1994
A Liga Mundial de Voleibol de 1994 foi a quinta edição do torneio anual organizado pela Federação Internacional de Voleibol. Foi disputada por doze países, de 19 de maio a 9 de junho. A fase final foi realizada em Turim e Milão, na Itália. A seleção italiana, jogando novamente em seus domínios, conquistou o seu quarto título na ocasião.

## Fórmula de disputa
Na primeira fase, as doze equipes foram divididas em três grupos com quatro equipes cada. Os times jogaram quatro vezes contra cada um dos outros de seu grupo (duas como mandante e duas como visitante). Classificaram-se para a fase final disputada em Gênova, a Itália (país-sede da fase final) os campeões de cada grupo e os dois melhores vice-campeões.
A fase final foi dividida em três etapas. Na primeira (final six), cada campeão de grupo enfrentou os vice-campeões dos outros dois grupos. Os quatro melhores colocados se classificaram para a etapa semifinal, cujos cruzamentos foram 1º vs. 4º e 2º vs. 3º. Os perdedores desta etapa disputaram o terceiro lugar e os vencedores, o título.

## Grupos
As equipes que participaram da edição de 1992 da Liga Mundial integraram os seguintes grupos:
| Grupo A                         | Grupo B                                     | Grupo C                                         |
| ------------------------------- | ------------------------------------------- | ----------------------------------------------- |
| China · Itália · Japão · Rússia | Brasil · Bulgária · Grécia · Estados Unidos | Alemanha · Coreia do Sul · Cuba · Países Baixos |

## Fase intercontinental

### Grupo A
|     |        |     | Jogos | Jogos | Jogos | Sets | Sets | Sets  | Pontos | Pontos | Pontos |
| Pos | Equipe | Pts | T     | V     | D     | V    | P    | R     | V      | P      | R      |
| --- | ------ | --- | ----- | ----- | ----- | ---- | ---- | ----- | ------ | ------ | ------ |
| 1   | Rússia | 22  | 12    | 10    | 2     | 31   | 8    | 3.875 |        |        |        |
| 2   | Itália | 22  | 12    | 10    | 2     | 29   | 14   | 2.071 |        |        |        |
| 3   | Japão  | 16  | 12    | 4     | 8     | 16   | 26   | 0.615 |        |        |        |
| 4   | China  | 13  | 12    | 1     | 11    | 5    | 36   | 0.139 |        |        |        |

1ª rodada
| Data |        | Placar |        | 1º Set | 2º Set | 3º Set | 4º Set | 5º Set | Total |
| ---- | ------ | ------ | ------ | ------ | ------ | ------ | ------ | ------ | ----- |
|      | Itália | 3–1    | China  | 16–14  | 15–3   | 12–15  | 15–11  |        | 58–43 |
|      | Itália | 3–0    | China  | 17–15  | 15–8   | 15–9   |        |        | 47–32 |
|      | Japão  | 0–3    | Rússia | 12–15  | 6–15   | 7–15   |        |        | 25–45 |
|      | Japão  | 3–1    | Rússia | 14–16  | 16–14  | 15–7   | 15–8   |        | 60–45 |

2ª rodada
| Data |       | Placar |        | 1º Set | 2º Set | 3º Set | 4º Set | 5º Set | Total |
| ---- | ----- | ------ | ------ | ------ | ------ | ------ | ------ | ------ | ----- |
|      | China | 0–3    | Rússia | 7–15   | 13–15  | 9–15   |        |        | 29–45 |
|      | China | 0–3    | Rússia | 12–15  | 10–15  | 6–15   |        |        | 28–45 |
|      | Japão | 2–3    | Itália | 10–15  | 15–7   | 6–15   | 15–13  | 12–15  | 58–65 |
|      | Japão | 1–3    | Itália | 11–15  | 7–15   | 15–10  | 3–15   |        | 36–55 |

3ª rodada
| Data |        | Placar |        | 1º Set | 2º Set | 3º Set | 4º Set | 5º Set | Total |
| ---- | ------ | ------ | ------ | ------ | ------ | ------ | ------ | ------ | ----- |
|      | Rússia | 3–0    | Japão  | 15–12  | 15–13  | 15–8   |        |        | 45–33 |
|      | Rússia | 3–0    | Japão  | 15–11  | 15–10  | 15–3   |        |        | 45–24 |
|      | China  | 0–3    | Itália | 7–15   | 10–15  | 5–15   |        |        | 22–45 |
|      | China  | 0–3    | Itália | 12–15  | 9–15   | 8–15   |        |        | 29–45 |

4ª rodada
| Data |        | Placar |        | 1º Set | 2º Set | 3º Set | 4º Set | 5º Set | Total |
| ---- | ------ | ------ | ------ | ------ | ------ | ------ | ------ | ------ | ----- |
|      | China  | 1–3    | Japão  | 11–15  | 7–15   | 15–12  | 13–15  |        | 46–57 |
|      | China  | 0–3    | Japão  | 7–15   | 13–15  | 9–15   |        |        | 29–45 |
|      | Rússia | 3–1    | Itália | 15–10  | 11–15  | 15–4   | 15–7   |        | 56–36 |
|      | Rússia | 3–0    | Itália | 15–13  | 15–7   | 15–13  |        |        | 45–33 |

5ª rodada
| Data |        | Placar |        | 1º Set | 2º Set | 3º Set | 4º Set | 5º Set | Total |
| ---- | ------ | ------ | ------ | ------ | ------ | ------ | ------ | ------ | ----- |
|      | Japão  | 3–0    | China  | 15–13  | 15–3   | 15–9   |        |        | 45–25 |
|      | Japão  | 0–3    | China  | 4–15   | 11–15  | 7–15   |        |        | 22–45 |
|      | Itália | 1–3    | Rússia | 5–15   | 13–15  | 15–5   | 12–15  |        | 45–50 |
|      | Itália | 3–0    | Rússia | 15–7   | 15–11  | 15–5   |        |        | 45–23 |

6ª rodada
| Data |        | Placar |       | 1º Set | 2º Set | 3º Set | 4º Set | 5º Set | Total |
| ---- | ------ | ------ | ----- | ------ | ------ | ------ | ------ | ------ | ----- |
|      | Rússia | 3–0    | China | 15–6   | 15–9   | 15–8   |        |        | 45–23 |
|      | Rússia | 3–0    | China | 15–5   | 15–9   | 15–8   |        |        | 45–22 |
|      | Itália | 3–0    | Japão | 15–3   | 15–11  | 15–2   |        |        | 45–16 |
|      | Itália | 3–1    | Japão | 15–9   | 12–15  | 15–10  | 15–11  |        | 57–45 |

### Grupo B
|     |                |     | Jogos | Jogos | Jogos | Sets | Sets | Sets   | Pontos | Pontos | Pontos |
| Pos | Equipe         | Pts | T     | V     | D     | V    | P    | R      | V      | P      | R      |
| --- | -------------- | --- | ----- | ----- | ----- | ---- | ---- | ------ | ------ | ------ | ------ |
| 1   | Brasil         | 24  | 12    | 12    | 0     | 36   | 3    | 12.000 |        |        |        |
| 2   | Bulgária       | 21  | 12    | 9     | 3     | 24   | 10   | 2.400  |        |        |        |
| 3   | Grécia         | 17  | 12    | 5     | 7     | 15   | 27   | 0.556  |        |        |        |
| 4   | Estados Unidos | 12  | 12    | 0     | 12    | 7    | 36   | 0.194  |        |        |        |

1ª rodada
| Data |                | Placar |        | 1º Set | 2º Set | 3º Set | 4º Set | 5º Set | Total |
| ---- | -------------- | ------ | ------ | ------ | ------ | ------ | ------ | ------ | ----- |
|      | Estados Unidos | 1–3    | Grécia | 16–14  | 15–17  | 9–15   | 12–15  |        | 52–61 |
|      | Estados Unidos | 0–3    | Grécia | 6–15   | 8–15   | 8–15   |        |        | 22–45 |
|      | Bulgária       | 1–3    | Brasil | 15–11  | 11–15  | 15–17  | 6–15   |        | 47–58 |
|      | Bulgária       | 0–3    | Brasil | 5–15   | 13–15  | 11–15  |        |        | 29–45 |

2ª rodada
| Data |          | Placar |                | 1º Set | 2º Set | 3º Set | 4º Set | 5º Set | Total |
| ---- | -------- | ------ | -------------- | ------ | ------ | ------ | ------ | ------ | ----- |
|      | Bulgária | 3–0    | Estados Unidos | 15–5   | 15–11  | 15–7   |        |        | 45–23 |
|      | Bulgária | 3–0    | Estados Unidos | 15–13  | 16–14  | 15–6   |        |        | 46–33 |
|      | Grécia   | 0–3    | Brasil         | 14–16  | 14–16  | 10–15  |        |        | 38–47 |
|      | Grécia   | 0–3    | Brasil         | 5–15   | 5–15   | 12–15  |        |        | 22–45 |

3ª rodada
| Data |        | Placar |                | 1º Set | 2º Set | 3º Set | 4º Set | 5º Set | Total |
| ---- | ------ | ------ | -------------- | ------ | ------ | ------ | ------ | ------ | ----- |
|      | Brasil | 3–0    | Estados Unidos | 15–0   | 15–10  | 15–12  |        |        | 45–22 |
|      | Brasil | 3–0    | Estados Unidos | 15–7   | 15–7   | 15–11  |        |        | 45–25 |
|      | Grécia | 3–2    | Bulgária       | 10–15  | 6–15   | 15–10  | 15–10  | 15–13  | 61–63 |
|      | Grécia | 0–3    | Bulgária       | 9–15   | 10–15  | 4–15   |        |        | 23–45 |

4ª rodada
| Data |                | Placar |          | 1º Set | 2º Set | 3º Set | 4º Set | 5º Set | Total |
| ---- | -------------- | ------ | -------- | ------ | ------ | ------ | ------ | ------ | ----- |
|      | Brasil         | 3–0    | Grécia   | 15–8   | 15–5   | 15–10  |        |        | 45–23 |
|      | Brasil         | 3–0    | Grécia   | 17–16  | 15–2   | 15–13  |        |        | 47–31 |
|      | Estados Unidos | 0–3    | Bulgária | 13–15  | 4–15   | 10–15  |        |        | 27–45 |
|      | Estados Unidos | 1–3    | Bulgária | 7–15   | 15–12  | 14–16  | 10–15  |        | 46–58 |

5ª rodada
| Data |                | Placar |        | 1º Set | 2º Set | 3º Set | 4º Set | 5º Set | Total |
| ---- | -------------- | ------ | ------ | ------ | ------ | ------ | ------ | ------ | ----- |
|      | Estados Unidos | 2–3    | Brasil | 7–15   | 15–13  | 15–12  | 11–15  | 13–15  | 61–70 |
|      | Estados Unidos | 0–3    | Brasil | 9–15   | 13–15  | 3–15   |        |        | 25–45 |
|      | Bulgária       | 3–0    | Grécia | 15–12  | 15–8   | 15–4   |        |        | 45–24 |
|      | Bulgária       | 3–0    | Grécia | 15–7   | 15–4   | 15–7   |        |        | 45–18 |

6ª rodada
| Data |        | Placar |                | 1º Set | 2º Set | 3º Set | 4º Set | 5º Set | Total |
| ---- | ------ | ------ | -------------- | ------ | ------ | ------ | ------ | ------ | ----- |
|      | Grécia | 1–3    | Estados Unidos | 15–2   | 15–12  | 8–15   | 15–9   |        | 53–38 |
|      | Grécia | 3–2    | Estados Unidos | 12–15  | 15–9   | 13–15  | 15–13  | 15–12  | 70–64 |
|      | Brasil | 3–0    | Bulgária       | 15–5   | 15–12  | 15–7   |        |        | 45–24 |
|      | Brasil | 3–0    | Bulgária       | 15–6   | 15–2   | 15–6   |        |        | 45–14 |

### Grupo C
|     |               |     | Jogos | Jogos | Jogos | Sets | Sets | Sets  | Pontos | Pontos | Pontos |
| Pos | Equipe        | Pts | T     | V     | D     | V    | P    | R     | V      | P      | R      |
| --- | ------------- | --- | ----- | ----- | ----- | ---- | ---- | ----- | ------ | ------ | ------ |
| 1   | Países Baixos | 23  | 12    | 11    | 1     | 34   | 11   | 3.091 |        |        |        |
| 2   | Cuba          | 21  | 12    | 9     | 3     | 28   | 14   | 2.000 |        |        |        |
| 3   | Coreia do Sul | 14  | 12    | 2     | 10    | 17   | 30   | 0.567 |        |        |        |
| 4   | Alemanha      | 14  | 12    | 2     | 10    | 9    | 33   | 0.273 |        |        |        |

1ª rodada
| Data |               | Placar |               | 1º Set | 2º Set | 3º Set | 4º Set | 5º Set | Total |
| ---- | ------------- | ------ | ------------- | ------ | ------ | ------ | ------ | ------ | ----- |
|      | Cuba          | 0–3    | Países Baixos | 13–15  | 5–15   | 10–15  |        |        | 28–45 |
|      | Cuba          | 0–3    | Países Baixos | 11–15  | 6–15   | 14–16  |        |        | 31–46 |
|      | Coreia do Sul | 3–0    | Alemanha      | 15–11  | 15–11  | 15–4   |        |        | 45–26 |
|      | Coreia do Sul | 2–3    | Alemanha      | 12–15  | 5–15   | 15–7   | 15–13  | 12–15  | 59–65 |

2ª rodada
| Data |               | Placar |               | 1º Set | 2º Set | 3º Set | 4º Set | 5º Set | Total |
| ---- | ------------- | ------ | ------------- | ------ | ------ | ------ | ------ | ------ | ----- |
|      | Alemanha      | 0–3    | Países Baixos | 3–15   | 8–15   | 4–15   |        |        | 15–45 |
|      | Alemanha      | 1–3    | Países Baixos | 15–12  | 4–15   | 4–15   | 9–15   |        | 32–57 |
|      | Coreia do Sul | 0–3    | Cuba          | 9–15   | 9–15   | 9–15   |        |        | 27–45 |
|      | Coreia do Sul | 2–3    | Cuba          | 15–9   | 6–15   | 14–16  | 15–9   | 10–15  | 60–64 |

3ª rodada
| Data |               | Placar |               | 1º Set | 2º Set | 3º Set | 4º Set | 5º Set | Total |
| ---- | ------------- | ------ | ------------- | ------ | ------ | ------ | ------ | ------ | ----- |
|      | Países Baixos | 3–2    | Coreia do Sul | 9–15   | 15–6   | 11–15  | 15–13  | 15–13  | 65–62 |
|      | Países Baixos | 3–2    | Coreia do Sul | 15–13  | 15–8   | 12–15  | 11–15  | 15–10  | 68–61 |
|      | Alemanha      | 0–3    | Cuba          | 7–15   | 13–15  | 9–15   |        |        | 29–45 |
|      | Alemanha      | 0–3    | Cuba          | 8–15   | 6–15   | 13–15  |        |        | 27–45 |

4ª rodada
| Data |               | Placar |               | 1º Set | 2º Set | 3º Set | 4º Set | 5º Set | Total |
| ---- | ------------- | ------ | ------------- | ------ | ------ | ------ | ------ | ------ | ----- |
|      | Países Baixos | 3–1    | Alemanha      | 15–11  | 9–15   | 15–13  | 15–6   |        | 54–45 |
|      | Países Baixos | 3–0    | Alemanha      | 15–12  | 15–5   | 15–11  |        |        | 45–28 |
|      | Cuba          | 3–0    | Coreia do Sul | 15–7   | 15–12  | 15–13  |        |        | 45–32 |
|      | Cuba          | 3–1    | Coreia do Sul | 15–9   | 11–15  | 15–12  | 15–9   |        | 56–45 |

5ª rodada
| Data |               | Placar |               | 1º Set | 2º Set | 3º Set | 4º Set | 5º Set | Total |
| ---- | ------------- | ------ | ------------- | ------ | ------ | ------ | ------ | ------ | ----- |
|      | Cuba          | 3–0    | Alemanha      | 15–7   | 15–6   | 15–8   |        |        | 45–21 |
|      | Cuba          | 3–1    | Alemanha      | 15–3   | 12–15  | 15–4   | 17–15  |        | 59–37 |
|      | Coreia do Sul | 1–3    | Países Baixos | 15–12  | 3–15   | 5–15   | 11–15  |        | 34–57 |
|      | Coreia do Sul | 0–3    | Países Baixos | 12–15  | 15–17  | 5–15   |        |        | 32–47 |

6ª rodada
| Data |               | Placar |               | 1º Set | 2º Set | 3º Set | 4º Set | 5º Set | Total |
| ---- | ------------- | ------ | ------------- | ------ | ------ | ------ | ------ | ------ | ----- |
|      | Países Baixos | 1–3    | Cuba          | 15–7   | 10–15  | 10–15  | 14–16  |        | 49–53 |
|      | Países Baixos | 3–1    | Cuba          | 15–4   | 7–15   | 15–8   | 15–5   |        | 52–32 |
|      | Alemanha      | 0–3    | Coreia do Sul | 9–15   | 10–15  | 9–15   |        |        | 28–45 |
|      | Alemanha      | 3–1    | Coreia do Sul | 15–8   | 15–12  | 5–15   | 15–12  |        | 50–47 |

## Fase final

### Final six
|     |               |     | Jogos | Jogos | Jogos | Sets | Sets | Sets  | Pontos | Pontos | Pontos |
| Pos | Equipe        | Pts | T     | V     | D     | V    | P    | R     | V      | P      | R      |
| --- | ------------- | --- | ----- | ----- | ----- | ---- | ---- | ----- | ------ | ------ | ------ |
| 1   | Brasil        | 4   | 2     | 2     | 0     | 9    | 0    | MAX   |        |        |        |
| 2   | Bulgária      | 4   | 2     | 2     | 0     | 6    | 5    | 1.200 |        |        |        |
| 3   | Itália        | 3   | 2     | 1     | 1     | 4    | 7    | 0.571 |        |        |        |
| 4   | Cuba          | 3   | 2     | 1     | 1     | 4    | 8    | 0.500 |        |        |        |
| 5   | Países Baixos | 2   | 2     | 0     | 2     | 7    | 7    | 1.000 |        |        |        |
| 6   | Rússia        | 2   | 2     | 0     | 2     | 4    | 7    | 0.571 |        |        |        |

| Data   |               | Placar |          | 1º Set | 2º Set | 3º Set | 4º Set | 5º Set | Total |
| ------ | ------------- | ------ | -------- | ------ | ------ | ------ | ------ | ------ | ----- |
| 27 jul | Países Baixos | 2–3    | Bulgária | 15–13  | 14–16  | 15–8   | 9–15   | 11–15  | 64–67 |
| 27 jul | Rússia        | 2–3    | Cuba     | 15–10  | 15–9   | 9–15   | 5–15   | 12–15  | 56–64 |
| 27 jul | Brasil        | 3–0    | Itália   | 15–12  | 15–12  | 15–12  |        |        | 45–36 |
| 28 jul | Países Baixos | 2–3    | Itália   | 15–9   | 15–7   | 10–15  | 8–15   | 12–15  | 60–61 |
| 28 jul | Rússia        | 0–3    | Bulgária | 13–15  | 8–15   | 6–15   |        |        | 27–45 |
| 28 jul | Brasil        | 3–0    | Cuba     | 15–12  | 15–4   | 17–15  |        |        | 47–31 |

|  | Semifinais  | Semifinais  |   |             | Final       | Final |  |
|  |             |             |   |             |             |       |  |
|  | 29 de julho |             |   |             |             |       |  |
|  | Brasil      | 2           |   |             |             |       |  |
|  | Cuba        | 3           |   |             |             |       |  |
|  |             |             |   |             |             |       |  |
|  |             |             |   |             | 30 de julho |       |  |
|  |             |             |   |             | Cuba        | 0     |  |
|  |             | Itália      | 3 |             |             |       |  |
|  |             |             |   |             |             |       |  |
|  |             |             |   |             |             |       |  |
|  |             |             |   |             | 3º lugar    |       |  |
|  | 29 de julho | 29 de julho |   | 30 de julho | 30 de julho |       |  |
|  | Bulgária    | 0           |   | Brasil      | 3           |       |  |
|  | Itália      | 3           |   |             | Bulgária    | 2     |  |

### Semifinais
| Data   |          | Placar |        | 1º Set | 2º Set | 3º Set | 4º Set | 5º Set | Total |
| ------ | -------- | ------ | ------ | ------ | ------ | ------ | ------ | ------ | ----- |
| 29 jul | Brasil   | 2–3    | Cuba   | 11–15  | 15–6   | 15–5   | 12–15  | 20–22  | 73–63 |
| 29 jul | Bulgária | 0–3    | Itália | 4–15   | 4–15   | 13–15  |        |        | 21–45 |

### Disputa de 3º lugar
| Data   |        | Placar |          | 1º Set | 2º Set | 3º Set | 4º Set | 5º Set | Total |
| ------ | ------ | ------ | -------- | ------ | ------ | ------ | ------ | ------ | ----- |
| 30 jul | Brasil | 3–2    | Bulgária | 15–10  | 12–15  | 15–10  | 12–15  | 15–8   | 69–58 |

### Final
| Data   |      | Placar |        | 1º Set | 2º Set | 3º Set | 4º Set | 5º Set | Total |
| ------ | ---- | ------ | ------ | ------ | ------ | ------ | ------ | ------ | ----- |
| 30 jul | Cuba | 0–3    | Itália | 13–15  | 8–15   | 9–15   |        |        | 30–45 |

## Classificação final
| Posição        | Equipe         |
| -------------- | -------------- |
| Campeão        | Itália         |
| Vice-campeão   | Cuba           |
| Terceiro lugar | Brasil         |
| 4              | Bulgária       |
| 5              | Países Baixos  |
| 6              | Rússia         |
| 7              | Grécia         |
| 8              | Japão          |
| 9              | Coreia do Sul  |
| 10             | Alemanha       |
| 11             | China          |
| 12             | Estados Unidos |

## Prêmios individuais
| Melhor atacante | Melhor bloqueador | Melhor sacador | Melhor levantador | Melhor recepção | Melhor defesa   | MVP          |
| --------------- | ----------------- | -------------- | ----------------- | --------------- | --------------- | ------------ |
| Kim Se-Jin      | Jan Posthuma      | Lyobomir Ganev | Shin Jung-Chul    | Park Hi-Song    | Akihiko Matsuda | Andrea Giani |